# Arasada
Arasada là một chi bướm đêm thuộc họ Noctuidae.